# Placidula euryanassa
Placidula euryanassa is een vlinder uit de familie Nymphalidae. De wetenschappelijke naam van de soort is voor het eerst geldig gepubliceerd door Felder & Felder.